# Homolodromia
Homolodromia is een geslacht van kreeftachtigen uit de klasse van de Malacostraca (hogere kreeftachtigen).

## Soorten
- Homolodromia bouvieri Doflein, 1904
- Homolodromia kai Guinot, 1993
- Homolodromia monstrosa Martin, Christiansen & Trautwein, 2001
- Homolodromia paradoxa A. Milne-Edwards, 1880
- Homolodromia robertsi Garth, 1973